# 防火区画
防火区画（ぼうかくかく）とは、建築基準法に定められた区画で、火災時に火炎が急激に燃え広がることを防ぐためのものである。準耐火建築物及び耐火建築物に求められるもので、技術的基準は建築基準法施行令第112条に定められている。
似た概念として防火壁があるが、防火壁と防火区画は要求される性能が異なっている（後述）。

## 概略
規模の大きな建築物の場合、ひとたび火災が発生すると、内部で火炎が急激に燃え広がり、大きな被害が発生することが予想される。また、同時に多くの人が避難すると、避難経路の容量の不足が懸念される。
さらに、水平方向に大きい建築物は火災の発生に気づくことが遅れがちであるほか、縦方向に大きい（階数の高い）建築物は、下階の火災が急激に広がれば、あたかも積み上げた薪が下から炙られるような状態で、避難する間もなく犠牲となる恐れもある。
こうした被害を防ぐため、建築基準法では、準耐火構造又は耐火構造で作られた壁や床によって、建築物を一定の面積ごとに区画することを求めている。
この区画は、法で定められた一定の時間（例えば30分や1時間）は火炎に耐えることが要求される。あらゆる火災に完全に耐える建築物を建築することは、不可能ではないにしても経済的負担が大きく現実的でないため、代わりに、中にいる人々が避難するのに必要な時間だけ火炎に耐えるようになっているのである。
防火区画は、それ自体が準耐火構造又は耐火構造であると同時に、開口部や配管の貫通部に火炎の貫通を防ぐ処理をしなければならない。例えば空調用のダクトにはファイアダンパと呼ばれる火炎防止装置が備えられるし、扉や窓は特定防火設備（かつて甲種防火戸と呼ばれたもの）でなければならない。

## 種類
防火区画は大きくわけて、以下の4種類がある。
- 面積区画

100～3000平方メートル（建築物の構造や用途などによって異なる）ごとの区画。水平方向への燃え広がりを防止し、いちどに避難すべき人数を制御している。一定面積ごとに区画するため、このように呼ばれる。
高層建築物は区画の面積が小さくなる（中低層の場合は500～3000平方メートルであるが、高層は100～1000平方メートル）ため、この区画を特に「高層区画」と呼び、中低層の面積区画と区別することもある。高層区画の場合は耐火構造となる。
- 水平区画

水平面を区画するもの。全ての床を耐火構造にすることで、下階で発生した火災の影響を受けないようにする。準耐火建築物や耐火建築物は既に床が耐火構造であるため、水平区画が問題となるケースはほとんど無く、設計時にも特に意識されないことが多い。
- 竪穴区画

階段や吹き抜け、エレベータのシャフト、パイプシャフトのように縦方向に抜けた部分は、煙突化現象によって有害な煙や火炎の熱を容易に上階に伝えてしまう。また、階段は避難時の重要な経路であり、ここが使用不能になることで被害が拡大する。法令により、3層以上の竪穴には、竪穴区画が必要となる。
竪穴区画によって、竪穴となる部分は全て防火区画によって囲われ、他の部分からの火炎から守られる。
竪穴区画が建築基準法に組み込まれたのは1967年であるため、これ以前の建築物では竪穴区画が無い場合がある。
- 異種用途区画

同じ建物の中に異なる用途が混在し、それぞれの管理形態が異なる場合（例えば複数のテナントが入るデパートなど）、火災発生の条件がそれぞれ異なるほか、発生に気づきにくい。このため、用途の異なる部分を区画することで被害の拡大を食い止めるものである。

## 防火壁
防火区画と似た概念が防火壁である。これは、準耐火建築物でも耐火建築物でもない、一定以上の面積の建築物に備えられる。建築基準法第26条に規定され、技術的基準が建築基準法施行令第113条に定められている。
防火壁は、耐火構造であるだけでなく、その壁自体が自立できることを求められる。火災によって片方の部分が燃え落ちても、防火壁自体が残って類焼を防ぐためである（準耐火建築物や耐火建築物は、主要構造体自体が火災に耐える構造のため、燃え落ちて防火区画が崩れることは想定されない）。
なお、大面積の建築物はそもそも厳しい防火・避難規定を求められるため、通常は準耐火ないし耐火建築物として設計される。この事情から、実際に防火壁を備えた建築物を見ることは希である。
しばしば見られる事例として、古い木造の療養所の長い渡り廊下に防火壁が備えられるものがある。こうした建築物が建築された当時は現在よりも防火・避難規定が緩く、また療養所自体に求められる快適設備も少なかったなどの理由から、平屋で水平方向に広い木造の療養所は、決して非現実的なものでは無かったのである。
施設の性質上、建物間をつなぐ渡り廊下を吹きさらしにはできず、全て外壁によって囲まれた。この形式は、渡り廊下が火災時に導火線状になって広い部分を類焼させるおそれがあるが、この渡り廊下を防火壁で区画することで問題を解決しているのである。さらに、渡り廊下であれば防火壁は小さなものですむ（幅、高さともに数メートル程度の壁でよい）という利点もある。
現在では、こうした療養所は準耐火ないし耐火の鉄筋コンクリート造とするのが通常であるため、このような防火壁を見る機会は少なくなっている。

## 防火区画が必要な建築物
建築基準法では、防火区画を要求しているのはあくまで、準耐火建築物と耐火建築物だけである。逆に言えば、準耐火でも耐火でもない建築物には防火区画は不要ということになる。
これは一見、奇妙な規定に見えるが、法律では先に、建物の用途や面積によって「準耐火ないし耐火にしなければならない建築物」を定めており、防火区画はあくまで、「準耐火ないし耐火として認めるための技術基準」と捉えるのが正しい。
従って、「防火区画が必要な建物」と「準耐火ないし耐火にしなければならない建築物」とは、一部の例外（面積や階数が少ないために防火区画が不要なもの）を除けば全く同義である。

## 類似概念
- 住戸間の界壁（法30条、令114条1項）

共同住宅などの住戸間に備えられる界壁である。防火区画と似たような構造であるが、遮音性能も求められるなど、造りは同一ではない。また、折り返し（スパンドレル）が無い点が大きく異なる。
- 防火上主要な間仕切（令114条2項）

学校や社会福祉施設などで、主に避難経路と居室を区画する壁。一定程度の防火性能を要求される。ただし、開口部にはこの規定が無いため、火炎を完全に遮るわけではなく、燃え広がりを遅くする効果が期待されるのみである。
- 小屋裏区画（令114条3項）

小屋裏が広い木造建築物の場合、小屋裏を伝って火炎が伝播するため、一定程度の長さごとに小屋裏を区画する。現在では、小屋裏区画を必要とするほど大きな木造建築物は少ない。令114条4項には、これと似たものとして、渡り廊下の小屋裏の区画が求められている。
- 防煙区画（令126条の2）

火炎ではなく煙の移動を防止するためのものである。火災時にまず最初に避難の支障となるのは煙であるため、この煙の流れを制御する防煙区画と、有害な高さまで下りてくる前に排出する排煙設備が重要である。なお、2002年以前はエレベータシャフトの扉に求められる防煙性能は限定的であったため、それ以前の扉の場合、火災時に煙が侵入するおそれがある。また、これは既存不適格であるため、建物の改修時にあわせてエレベータの扉の改修も行う必要が出る可能性がある。